# Conservatorium van Sint-Petersburg

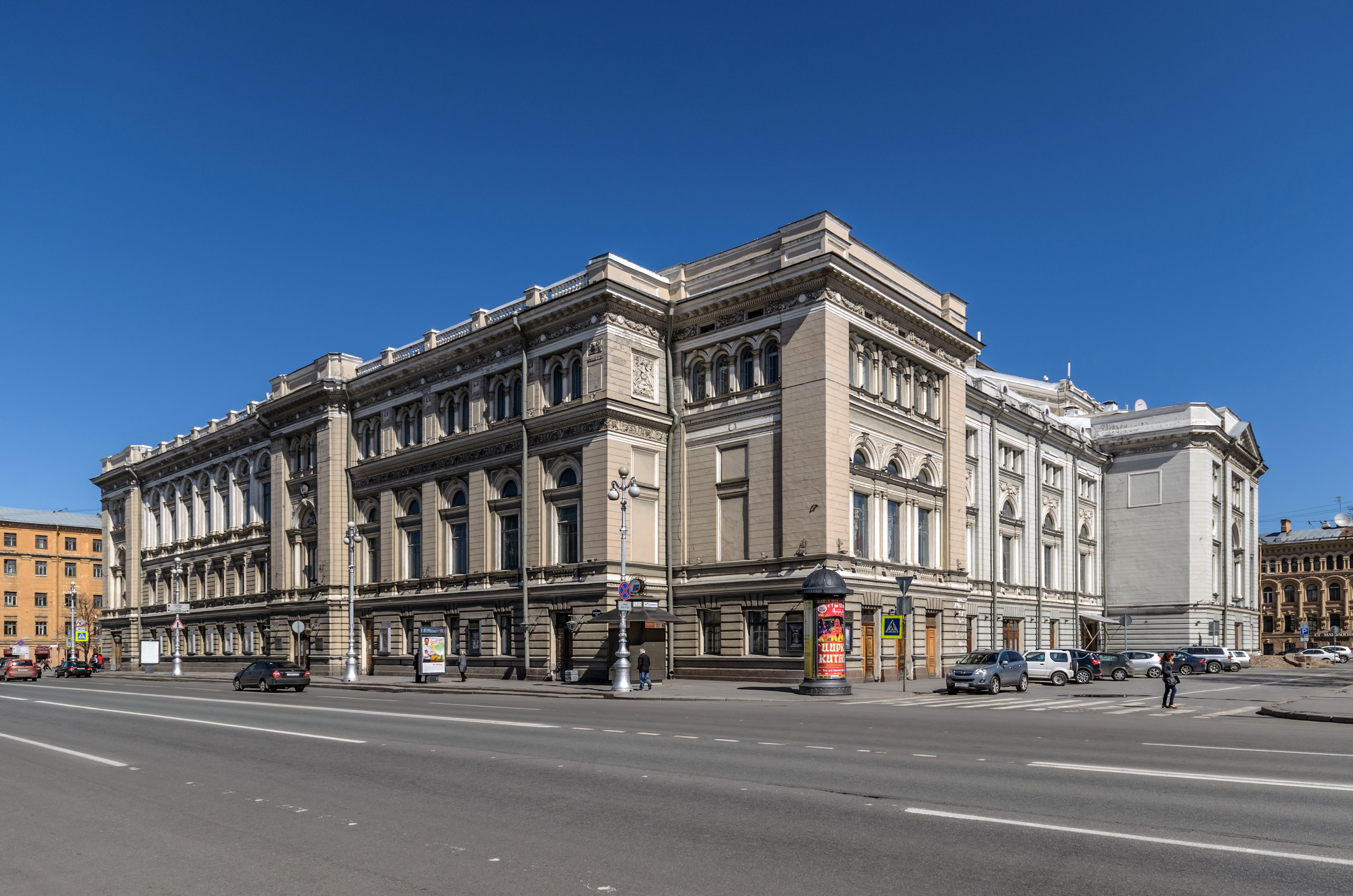
Het Conservatorium van Sint-Petersburg

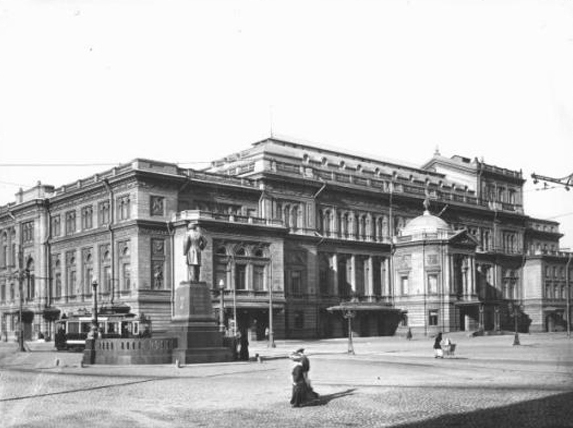
Historische opname van het Theaterplein en het Conservatorium in Sint-Petersburg in 1913

Het Conservatorium van Sint-Petersburg (Russisch: Санкт-Петербургская государственная консерватория имени Н.А. Римского-Корсакова, Sankt-Peterboerskaja gosoedarstvennaja konservatorija imeni N.A. Rimskogo-Korsakova) is het oudste Russische openbare conservatorium. Het werd opgericht op 20 september 1862 in de toenmalige Russische hoofdstad, Sint-Petersburg. Sinds 1944 draagt de instelling de naam van Nikolaj Rimski-Korsakov.

## Geschiedenis
Een groep van vooruitstrevende componisten uit de 19e eeuw, waaronder Anton Rubinstein, Henryk Wieniawski, Karl Schubert en Gavril Lomakin, nam het initiatief om in de hoofdstad van het tsarenrijk een school voor het hogere muziekonderwijs op te richten. Al decennia werkten generaties van Russische zangers, pianisten, dirigenten, strijkers en blazers, samen met buitenlandse collega's in keizerlijke en privé-opera's, balletgezelschappen, koren, orkesten en ensembles.
De buitenlanders kwamen vooral uit Italië, Bohemen en Duitsland en vestigden zich meestal blijvend in Rusland. Vanzelfsprekend was het in Sint-Petersburg dat een groep van componisten onder wie Dmitri Bortnjansky, Aleksandr Dargomyzjski, Michail Glinka een eigen Russische Stijl vormde. In het midden van de 19e eeuw werd een nieuw keizerlijk muziekgezelschap opgericht, in een sfeer van sociale, culturele en politieke hervorming. Het bevorderde nieuwe muzikale projecten, vooral de oprichting van een conservatorium.
De eerste directeur na de oprichting in 1862 was de pianist, componist en dirigent Anton Rubinstein. Tot de professoren behoorden Henryk Wieniawski (viool), Theodor Leszetycki (piano), Anton Rubinstein (piano), Nikolaj Zaremba (compositie), Karl Schubert (cello), Gavril Lomakin (koorgezang en koorleiding).
In 1865 studeerde hier Pjotr Iljitsj Tsjaikovski af. Tussen 1870 en 1890 was Nikolaj Rimski-Korsakov een van de professoren van dit conservatorium. Hij leidde een nieuwe Russische school op. Zijn leerlingen Anatoli Ljadov en Aleksandr Glazoenov bepaalden later de esthetische idealen van deze nieuwe Russische school. In 1944 werd het conservatorium naar Nikolaj Rimski-Korsakov vernoemd bij de viering van zijn honderdste geboortedag. Het draagt sindsdien zijn naam.

## Tegenwoordig
Tegenwoordig heeft het conservatorium rond 1450 studenten, waarvan rond 250 uit het buitenland zijn, bij rond 280 wetenschappelijk medewerkers. Het is georganiseerd in acht faculteiten, te weten:
- orkest-instrumenten (strijkers, blazers, slagwerk)
- orgel, piano en andere klavierinstrumenten
- vocale studies en toneel en toneelbeheer
- orkestdirectie
- folkloristische instrumenten
- musicologie
- compositie
- hogere pedagogische vorming

Decaan is (2007) Leonid Michajlovitsj.

## Directeuren
- Anton Rubinstein (1862-1867)
- Nikolaj Zaremba (1867-1871)
- Michail Azantsjevski (1871-1876)
- Karl Davydov (1876-1887)
- Anton Rubinstein (1887-1891)
- Aleksandr Glazoenov (1905-1928)

## Bekende professoren
- Leopold Auer (viool)
- Isaiah Braudo (orgel)
- Orest Jevlachov
- Anna Jesipova (piano)
- Leonid Korchmar (orkestdirectie)
- Artur Lemba (piano)
- Teodor Leszetycki (piano)
- Nikolaj Rimski-Korsakov (compositie, orkestratie)
- Anton Rubinstein (piano, geschiedenis van de pianoliteratuur)
- Vadim Salmanov
- Benjamin Scher (viool)
- Maximilian Steinberg (compositie)
- Nikolaj Tsjerepnin (compositie)
- Jāzeps Vītols (compositie)
- Viktor Volosjinov
- Anatoli Ivanov (slagwerk)
- Zino Vinnikov (viool)
- Mikhail Waiman (viool)

## Bekende leerlingen
- Heino Eller
- Valeri Gergiev
- Jascha Heifetz
- Andrej Chotejev
- Tõnu Kaljuste
- Alfrēds Kalniņš
- Victor Kissine
- Artur Lemba
- Anatoli Ljadov
- Nathan Milstein
- Anna Netrebko
- Sergej Prokofjev
- Gal Rasché
- Mart Saar
- Dmitri Sjostakovitsj
- Grigori Sokolov
- Anu Tali
- Léon Theremin
- Boris Tisjtsjenko
- Rudolf Tobias
- Pjotr Iljitsj Tsjaikovski
- Aleksandr Tsjerepnin
- Zino Vinnikov